# Agenzia matrimoniale (programma televisivo)
Agenzia matrimoniale (in seguito Agenzia) è stato un programma televisivo italiano in onda dal 1989 al 1996, condotto da Marta Flavi per 6 edizioni, inizialmente dal lunedì al venerdì su Canale 5 e dal 10 aprile 1995 su Rete 4, e da Barbara D'Urso nella sua ultima edizione, trasmessa nella stagione 1995-1996, ancora su Rete 4 ma esclusivamente al sabato, nella stagione primaverile.

## Storia
Il programma andò in onda dal 9 gennaio 1989 dal lunedì al venerdì su Canale 5, rete ammiraglia della Fininvest (divenuta in seguito Mediaset), nella fascia del primo pomeriggio, con la conduzione di Marta Flavi.
Nel salotto ogni giorno si incontravano "cuori solitari" in cerca di un'anima gemella; si combinavano appuntamenti dove gli ospiti si proponevano alle telecamere raccontando di se e della propria vita, suggerendo il tipo di persona che avrebbero voluto incontrare. La trasmissione provvedeva così ad avvicinare e far conoscere le persone in base alle loro caratteristiche ed alle loro richieste. L'incontro poteva essere più o meno positivo ed i partecipanti decidevano se continuare a frequentarsi o se riproporsi per un'altra occasione. Si calcola che nell'arco della trasmissione si siano formate più di 500 coppie, molte di queste anche unite in matrimonio e con figli.
Il programma diede vita anche a due spin-off, in onda dal 1990 al 1993: Ti amo... parliamone, in cui delle persone cercavano di ricucire un rapporto interpersonale (non necessariamente sentimentale) che si era ormai concluso (tale format sarebbe stato ripreso e sviluppato dal programma Stranamore), e Cerco e offro, che invece si occupava di persone che cercavano oppure offrivano un posto di lavoro. Entrambi i programmi erano trasmessi in coda alla trasmissione-madre ed erano condotti rispettivamente da Marta Flavi e da Massimo Schiraldi.
Ispirandosi al programma, la Flavi pubblicò anche un libro, Storie di amori e matrimoni, edito nel 1992.
La sigla del programma era costituita da una versione strumentale del celebre brano La Vie en rose di Édith Piaf.
Il programma era prodotto dalla Fortuna Audiovisivi di proprietà di Maurizio Costanzo, all'epoca marito della prima conduttrice Marta Flavi, la regia era affidata ad Andrea Soldani ed il programma si avvaleva dell'accompagnamento musicale del maestro Alessandro Alessandro.
Le registrazioni del programma erano effettuate presso lo studio Araldo della C.C.C. sito in via Della Serenissima a Roma, ex sala cinematografica e successivamente riconvertito in sala Bingo.
Nell'annata 1994-1995 il programma subisce un notevole calo d'ascolti, tanto che dal 10 aprile 1995 viene "retrocesso" da Canale 5 a Rete 4.
La stagione 1995-1996 è l'ultima del programma, che vede alla conduzione Barbara D'Urso, subentrata alla Flavi, e va in onda solo al sabato pomeriggio sempre su Rete 4 a partire dal 2 marzo, cambiando titolo in Agenzia, in quanto inizia ad ospitare anche persone alla ricerca di un posto di lavoro, unendo dunque così la formula storica a quella del precedente spin-off Cerco e offro.
A partire dal 2001 quello che fu il format di Agenzia matrimoniale è stato ripreso e sviluppato all'interno del programma Uomini e donne di Maria De Filippi.

## Curiosità
- Nel 1992 si presentò in veste di cuore solitario una donna vip: Isabella Biagini.